# Giổi
Giổi hay Giổi ăn quả, còn được gọi là quả Hồng bì (danh pháp khoa học Magnolia hypolampra) là một loài thực vật có hoa trong họ Magnoliaceae. Loài này được Auguste Jean Baptiste Chevalier công bố tên khoa học đầu tiên là Talauma gioi năm 1918. Tuy nhiên, danh pháp này thiếu mô tả khoa học kèm theo nên năm 2010 được coi là danh pháp công bố không hợp lệ. Năm 1928, James Edgar Dandy công bố danh pháp Michelia hypolampra. Năm 1998, Richard B. Figlar chuyển Michelia hypolampra thành Magnolia hypolampra trong Proceedings of the International Symposium on the Family Magnoliaceae diễn ra tại Quảng Châu (Trung Quốc) từ ngày 18 đến ngày 22 tháng 5 năm 1998, nhưng toàn bộ nội dung của Proceedings of the International Symposium on the Family Magnoliaceae chỉ được in ấn và công bố năm 2000.